# Myotis tricolor
Myotis tricolor es una especie de murciélago de la familia Vespertilionidae.

## Distribución geográfica
Se encuentra en República Democrática del Congo, Etiopía, Kenia, Liberia, Malaui, Mozambique, Ruanda, Sudáfrica, Suazilandia, Tanzania, Zambia, y Zimbabue.

## Hábitat
Su hábitat natural son: sabanas áridas y húmedas, la vegetación arbustiva de tipo mediterráneo, cuevas, y los hábitats subterráneos.